# Muhammad al-Taqi (ismailita)
Muḥammad al-Taqī (Salamiyya, 813-4 – Salamiyya, 840) è stato il nono Imam ismailita.

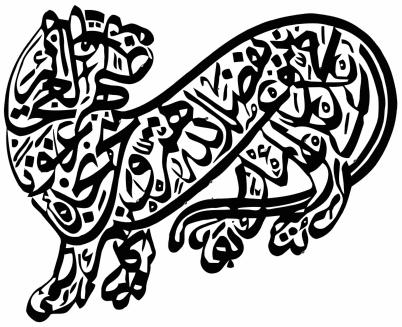
Calligrafia zoomorfa a forma di leone, in cui compare il nome di 'Ali ibn Abi Talib.

Muḥammad al-Taqī (il cui vero nome era Aḥmad ibn ʿAbd Allāh ibn Muḥammad ibn Ismāʿīl (Arabo أحمد بن عبد اللّه بن محمد بن إسماعيل) o Aḥmad ibn ʿAbd Allāh ibn Muḥammad al-Taqī, è stato un Imam ismailita.

I Nizariti e i Musta'liani tracciano la linea dei loro Imam da lui, proseguendo coi suoi discendenti, per saldarla poi alla serie degli Imam della dinastia fatimide.
Gli succedette il figlio al-Ḥusayn ibn Aḥmad, detto al-Raḍī (Colui di cui Allah è soddisfatto).
L'ottavo e il decimo Imam ismailita si tennero nascosti agli occhi del mondo (ghayba) a causa delle minacce che gravavano su ogni appartenente alla Ahl al-Bayt che non si fosse supinamente sottomesso al potere califfale abbaside, e furono noti solo col loro laqab. Tuttavia i Dawudi Bohora, nel loro testo religioso Taqqarub, sostengono di conoscere i veri nomi in sequenza di tutti e 21 i loro Imam: dall'8º Imam ʿAbd Allāh al-Wāfī al 9º Imam Muḥammad al-Taqī, dal 10º Imam al-Ḥusayn b. Aḥmad, detto al-Zakī o al-Raḍī, all'11º Imam ʿAlī, o Saʿīd, o ʿAbd Allāh b. Muḥammad, rinominatosi poi, in segno di umiltà, ʿUbayd Allāh al-Mahdī, primo sovrano della dinastia fatimide.